# Cydia canariensis
Cydia canariensis is een vlinder uit de familie bladrollers (Tortricidae). De wetenschappelijke naam is voor het eerst geldig gepubliceerd in 1972 door Kuznetsov.
De soort komt voor in Europa.